# Maïté Albistur
Pour les articles homonymes, voir Maïté (homonymie).
Maïté Albistur est une historienne et féministe du XXe siècle.
Maïté Albistur soutient en 1982 une thèse sous la direction de Michelle Perrot, intitulée Inventaire des archives de Marie-Louise Bouglé, déposées à la Bibliothèque de la Ville de Paris (BHVP). Elle est l'auteur de plusieurs ouvrages sur l'histoire des femmes, du féminisme à travers les siècles et du saint-simonisme. Elle travaille en collaboration avec Daniel Armogathe.
L'acronyme GRIEF du Groupe de Recherches Interdisciplinaire d’Étude des Femmes, fondé en 1979 à l'université de Toulouse-Le Mirail, est un « clin d'œil » à son ouvrage Le Grief des femmes.

## Publications
- Suzanne Voilquin, Mémoires d'une saint-simonienne en Russie, 1839-1846, texte établi avec Daniel Armogathe, Éditions des femmes, coll. « Pour chacune », 1979.
- Le Grief des femmes. Anthologie de textes féministes du Second Empire à nos jours, textes présentés avec Daniel Armogathe, Paris, Hier et demain, 1978, 320 p.
- Histoire du féminisme français du Moyen Âge à nos jours, avec Daniel Armogathe, Éditions des femmes, coll. « Pour chacune », 1977, 508 p. [compte-rendu]